# 귀봉사
귀봉사는 대한민국 충청남도 금산군 남이면 흑암길 6-12에 있는 사당이다. 2011년 8월 16일 금산군의 향토유적 제13호로 지정되었다.

## 개요
1964년에 건립된 귀봉사(龜峰祠)는 남이면 흑암리에 위치한 김해 김씨(金海金氏)의 문중사당으로 흥무왕 김유신(興武王金庾臣), 평장사공 김란(平章事公金蘭), 절효공 김극일(節孝公金克一), 안경공 김영정(安敬公金永貞), 의헌공 김예직(毅憲公金禮直) 등 5위를 배향한 사우이다. 해마다 지역유림이 음력 3월 3일에 제사를 지낸다.